# MKVToolNix
MKVToolNix es una colección de herramientas para el formato contenedor multimedia Matroska desarrolladas por Moritz Bunkus. Los ficheros y herramientas Matroska son libres y de código abierto, y son compatibles con diversas plataformas, como Linux, distribuciones BSD, macOS y Windows. Las herramientas también pueden ser descargadas desde distribuidores de software de video y repositorios FOSS.